# Аламблак
Аламблак — папуасская языковая группа, состоящая из двух языков: канингра и аламблак. Входит в состав ветви языков Сепик-Хилл сепикской семьи. Ареал языков - северные районы Папуа — Новой Гвинеи.